# Lijst van leden van de Kantonsraad van Zwitserland uit het kanton Obwalden

Vlag van Obwalden.

Dit artikel bevat een lijst van leden van de Kantonsraad van Zwitserland uit het kanton Obwalden.
Obwalden is een van de kantons die slechts één vertegenwoordiger hebben in de Kantonsraad.

## Lijst
| Naam              | Partij/fractie            | Ambtsperiode | Geboren | Overleden |
| ----------------- | ------------------------- | ------------ | ------- | --------- |
| Johann Imfeld     | katholieke conservatieven | 1848–1849    | 1798    | 1865      |
| Nicolaus Hermann  | katholieke conservatieven | 1849–1872    | 1818    | 1888      |
| Theodor Wirz      | katholieke conservatieven | 1872–1901    | 1842    | 1901      |
| Adalbert Wirz     | KVP/PCP                   | 1901–1925    | 1848    | 1925      |
| Walter Amstalden  | KVP/PCP                   | 1926–1943    | 1883    | 1966      |
| Ludwig von Moos   | KVP/PCP                   | 1943–1959    | 1910    | 1990      |
| Gotthard Odermatt | KVP/PCP                   | 1960–1970    | 1902    | 1970      |
| Jost Dillier      | CVP/PDC                   | 1970–1982    | 1921    | 2016      |
| Wilfried Hophan   | CVP/PDC                   | 1982–1986    | 1918    | 1991      |
| Niklaus Küchler   | CVP/PDC                   | 1986–1998    | 1941    |           |
| Hans Hess         | FDP/PLR                   | 1998–2015    | 1945    |           |
| Erich Ettlin      | CVP/PDC                   | 2015–        | 1962    |           |

Afkortingen
- CVP/PDC: Christendemocratische Volkspartij
- FDP/PLR: Vrijzinnig-Democratische Partij.De Liberalen
- KVP/PCP: Katholieke Volkspartij van Zwitserland, voorloper van de CVP/PDC

Bondsraad
Lijst van leden van de Zwitserse Bondsraad · 
Lijst van bondspresidenten van Zwitserland
Nationale Raad
Aargau · 
Appenzell Ausserrhoden · 
Appenzell Innerrhoden · 
Basel-Landschaft · 
Basel-Stadt · 
Bern · 
Fribourg · 
Genève · 
Glarus · 
Graubünden · 
Jura

Luzern · 
Neuchâtel · 
Nidwalden · 
Obwalden · 
Sankt Gallen · 
Schaffhausen · 
Schwyz · 
Solothurn · 
Thurgau · 
Ticino · 
Uri · 
Vaud · 
Wallis · 
Zug · 
Zürich
1983-1987 · 
1987-1991 · 
1991-1995 · 
1995-1999 · 
1999-2003 · 
2003-2007 · 
2007-2011 · 
2011-2015 · 
2015-2019 · 
2019-2023 · 
2023-2027
Voorzitters
Kantonsraad
Aargau · 
Appenzell Ausserrhoden · 
Appenzell Innerrhoden · 
Basel-Landschaft · 
Basel-Stadt · 
Bern · 
Fribourg · 
Genève · 
Glarus · 
Graubünden · 
Jura

Luzern · 
Neuchâtel · 
Nidwalden · 
Obwalden · 
Sankt Gallen · 
Schaffhausen · 
Schwyz · 
Solothurn · 
Thurgau · 
Ticino · 
Uri · 
Vaud · 
Wallis · 
Zug · 
Zürich
1983-1987 · 
1987-1991 · 
1991-1995 · 
1995-1999 · 
1999-2003 · 
2003-2007 · 
2007-2011 · 
2011-2015 · 
2015-2019 · 
2019-2023 · 
2023-2027
Voorzitters